# Дона Самер
Ладона Едријан Гејнз (енгл. LaDonna Adrian Gaines; Бостон, 31. децембар 1948 — Нејплс, 17. мај 2012), познатија под уметничким именом Дона Самер (енгл. Donna Summer), била је америчка певачица која је стекла славу током диско музичке ере.
Позната је по песмама као што су Hot Stuff (1979), I Feel Love (1977), Last Dance (1978), Bad Girls (1979), Love to Love You Baby (1975), She Works Hard for the Money (1983).

## Биографија
По гласовним могућностима је била мецосопран и добитница је пет награда Греми. Дона Самер је била први уметник чија су три узастопна дупла албума освојила прво место америчке топ-листе Билборд и која је имала четири сингла на првом месту топ-листа у Сједињеним Државама у распону од 13 месеци.
Рођена је у Бостону, у породици оданих хришћана која је припадала средњој класи. Почела је да пева у црквеним хоровима пре него што се придружила бројним бендовима различитих музичких праваца. Током 60-их година постала је певачица рок бенда Crow ("Врана") и преселила се у Њујорк. Неколико година је живела у Немачкој наступајући у мјузиклу Hair ("Коса"). Тада се и удала за Хелмута Зомера (Самера), чије презиме је узела за уметничко име.
По повратку у САД написала је песму "Love to Love You Baby" заједно са Питом Белотом, а музички продуцент Ђорђо Мородер ју је убедио да је она сама сними. Песма је постигла огроман комерцијални успех посебно на диско сцени. Током наредних неколико година Самерова је поновила овај успех са низом диско хитова попут "I Feel Love", "MacArthur Park", "Hot Stuff" и "No More Tears (Enough is Enough) који је снимила у дуету са Барбром Стрејсенд. Редовно се појављивала у клубу „Студио 54" у Њујорку поставши позната као „краљица диска“. Њена музика је била нарочито популарна у оквиру геј заједнице, за коју је постала икона.
Самерова се борила са зависношћу од дроге и депресијом да би касније постала „поново рођена хришћанка“. Преминула је у свом дому на Флориди после борбе са раком плућа. У току своје 40-годишње музичке каријере објавила је укупно 17 студијских албума, а 14 њених песама се налазило на америчкој Билборд топ 10 листи синглова. Посебно место у историји диско музике заузимају њена издања урађена у сарадњи са Ђорђом Мородером. Маја 2012. је објављено да се њена песма "I Feel Love" налази на листи снимака који се чувају у Регистру националних снимака Конгресне библиотеке (Library of Congress' National Recording Registry).

## Дискографија
- 1974: Lady of the Night
- 1975: Love to Love You Baby
- 1976: A Love Trilogy
- 1976: Four Seasons of Love
- 1977: I Remember Yesterday
- 1977: Once Upon a Time
- 1979: Bad Girls
- 1980: The Wanderer
- 1982: Donna Summer
- 1983: She Works Hard for the Money
- 1984: Cats Without Claws
- 1987: All Systems Go
- 1989: Another Place and Time
- 1991: Mistaken Identity
- 1994: Christmas Spirit
- 1996: I'm a Rainbow
- 2008: Crayons

### Амерички топ 10 синглови
- (1975)
- (1977)
- (1978)
- (1978)
- (1978)
- (1979)
- (1979)
- (1979)
- (1979)
- (1980)
- (1980)
- (1982)
- (1983)
- (1989)